# Imre Kovács (résistant)
Dans le nom hongrois Kovács Imre, le nom de famille précède le prénom, mais cet article utilise l’ordre habituel en français Imre Kovács, où le prénom précède le nom.
Pour les articles homonymes, voir Kovács et Imre Kovács.
Imre Kovács, né le 17 octobre 1926 à Makó, en Hongrie, s'est engagé dans la résistance juive à la fin la Seconde Guerre mondiale, et a ensuite poursuivi sa lutte contre les nazis.
Vivant dans la campagne hongroise, Imre Kovács échappe aux rafles nazies de l’été 1944. Il s’engage sur ordre de la résistance juive dans la Waffen-SS, puis est fait prisonnier par les Soviétiques.[réf. nécessaire] Il poursuit les nazis dans les camps de prisonniers.
En 1946-1949, il s’engage dans Tsahal et participe à la guerre israélo-arabe de 1948. Puis il part en France et s’engage à Marseille dans la Légion étrangère. Il y combat en Indochine et en Algérie (juin 1954 - avril 1956), tout en repérant et dénonçant les anciens nazis, qui sont éliminés par une organisation secrète. En 1956, il devient serveur à la brasserie Lipp.
Il prend sa retraite en Hongrie, où il meurt en 2003. Son corps repose dans le cimetière juif d'Oroshaza.

## À lire
Ses mémoires, rédigées en Hongrie dans les années 1980, sont publiées en 2006 sous le titre Le Vengeur : À la poursuite des criminels nazis (Fayard,  (ISBN 2-213-62504-2)).

## Sources
- Képi blanc et Division histoire et patrimoine de la Légion étrangère